# الحركة الأوروجينية البرازيلينية

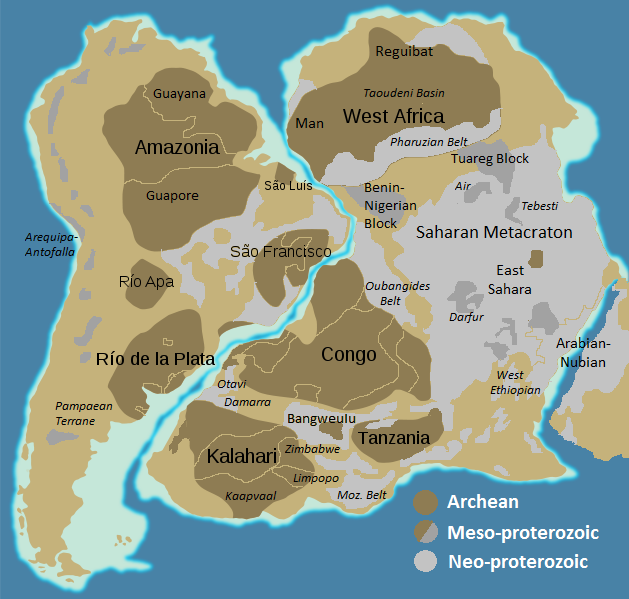
غندوانا الغربية مع الكراتونات الكبيرة باللون البني والحركة الأوروجينية لعموم أفريقيا باللون الرمادي

الحركة الأوروجينية البرازيلينية أو دورة برازيليانو ((بالبرتغالية: Orogênese Brasiliana‏) و Ciclo Brasiliano) يشير إلى سلسلة من تكون الجبال من حقبة الطلائع الحديثة والتي برزت بشكل رئيسي في البرازيل ولكن أيضًا في أجزاء أخرى من أمريكا الجنوبية. أوروجيني برازيليانو هو اسم إقليمي للحركة الأوروجينية برازيليانو/عموم أفريقيا الأكبر الذي يمتد ليس فقط في أمريكا الجنوبية ولكن عبر معظم غوندوانا. بمعنى واسع، يشتمل الحركة الأوروجينية البرازيلينية أيضًا على الحركة الأوروجينية البامبية. المايدة وآخرون . صاغ مصطلح دورة الحركة الأوروجينية البرازيلينية في عام 1973. أدت الحركة الأوروجينية إلى إغلاق العديد من المحيطات والألكاكوجين بما في ذلك المحيط آدماستور، المحيط جويانيدس، المحيط بونكوفيسكانا  والمحيط بيري فرانسيسكانو.
كانت المحاولات الرامية إلى ربط أحزمة برازيليانو في أمريكا الجنوبية بالأحزمة الأفريقية وعموم أفريقيا الموجودة على الجانب الآخر من المحيط الأطلسي مشكلة في كثير من الحالات.